# Francisco Vighi
Francisco Vighi (Madrid, 1890-Madrid,1962) fue un poeta e ingeniero industrial español.

## Biografía
Su padre, Huberto Vighi Corradi, fue un ingeniero italiano llegado a Palencia para trabajar en la empresa ferroviaria "La Compañía del Norte". En esta ciudad conoció a Faustina Fernández, con quien se casó y tuvo cuatro hijos, de los que el poeta fue el tercero y único varón.
Francisco Vighi Fernández nació en Madrid, donde habían trasladado a su padre, el 21 de febrero de 1890. Al año siguiente, en un accidente, murió su progenitor y su viuda regresó a vivir a Palencia con sus hijos. El periodista y escritor Jesús Castañón afirma que "el sentir popular, la prensa, y él mismo, por libérrima elección, le hicieron palentino".
En Palencia creció el futuro poeta, dando pronto muestras de su afición por la poesía, la música y, sobre todo, una de las virtudes que acompañarían a Vighi durante toda su vida, y que tendrían decisiva influencia en su obra: el cultivo de la amistad.
Completado el Bachillerato en Palencia brillantemente, marcha a Madrid para estudiar Ingeniería Industrial. En Madrid, por encima de los estudios académicos -tardó en terminarlos 16 años- le atrajo el ambiente bohemio de las tertulias, los cafés, el teatro. Pronto se hizo asiduo de Ramón Gómez de la Serna en la "sagrada cripta de Pombo" y de la tertulia dirigida por Valle Inclán, con quien le unió una sólida amistad hasta el punto que el dramaturgo gallego llama "sobrino" cariñosamente al poeta en una carta. Esta segunda etapa madrileña la alternó con una estancia en la localidad palentina de Cervera de Pisuerga, donde se dedicó a la explotación de minas en compañía de un amigo. De aquí seguramente le vino la inspiración para sus conocidas "Ventas de la Pernía", versos a modo de serranillas que recuerdan las del Marqués de Santillana, otro gran palentino.
Concluida su carrera en 1926 e incorporado a la Escuela de Ingenieros Industriales de Madrid, como profesor auxiliar de Termodinámica, contrae matrimonio con la palentina Julia Arroyo en 1928, de quien en el mismo año tendrá a su único hijo, Francisco.
Seguramente por los avatares de la guerra civil española (el poeta estuvo un tiempo encarcelado en Valladolid), la familia se trasladó a Málaga, donde Francisco desempeñó las tareas de Ingeniero Municipal. Allí permaneció nueve años.
En 1947 regresó a la Escuela Central de Ingenieros Industriales de Madrid. Continuó frecuentando la amistad de, entre otros, Ramón Gómez de la Serna o el pintor José Gutiérrez Solana. También se dedicó, además de su trabajo académico, a publicar artículos satíricos y de crítica musical en diversos medios escritos. Era un gran melómano y cantante aficionado.
En el año 1955 se casa su hijo, y al año siguiente nace su primera nieta. Ya entonces su carácter extrovertido, alegre, dado a la reunión social, la broma y la risa se había visto ensombrecido por una enfermedad, la arterioesclerosis, que finalmente acabó con su vida, en Madrid, el 17 de enero de 1962. Fue enterrado en el cementerio de la Sacramental de San Justo, en Madrid.

## Poesía
"Ingeniero me dicen los poetas / poeta me dicen los ingenieros". 
Estas palabras, que son autorretrato a la vez, resumen bien el quehacer literario de Francisco Vighi.
Escritor de la bohemia madrileña, de café y de tertulia, sus versos se inscriben en la corriente del Ultraísmo y las Vanguardias. Bohemia también fue la despreocupación hacia su propia obra: desperdigadas sus poesías en apuntes y papeles sueltos, fue su mujer Julia quien rescató muchas de ellas y las puso en orden. Poeta de una sola obra, "abúlico", como él mismo se define con sorna, en vida solamente publicó un libro, la antología Versos Viejos. 
A pesar de todo ello, Francisco Vighi es un poeta innovador, trascendente por su ironía y su humor desmitificador. 
Su poesía, de gran originalidad formal (él mismo reivindicaba ser el primero en haber introducido el haiku japonés en España), es casi siempre, bajo el barniz alegre de la risa, amarga reflexión acerca de la vida. 
La sencillez anti-retórica y la cercanía de su lenguaje es otra de sus aportaciones. Muchas veces su poemas son cita o parodia de otras obras, que modifica con un nuevo sentido en clave humorística, mediante expresiones coloquiales, onomatompeyas, frases hechas, diálogos... de gran imaginación y plasticidad, muy evocadores de los ambientes bulliciosos que tanto frecuentaba. Pero junto a esta faceta, está el poeta íntimo y reflexivo, presente en, por ejemplo, sus sonetos, de métrica perfecta y tono casi elegíaco, que nos remiten a un poeta culto, bibliófilo, más clásico y reposado.
Esa dualidad de Francisco Vighi, ingeniero de profesión, a la vez que poeta, su afición y pasión, es una de las constantes que definen su vida y obra.

## Obras
- "Versos Viejos", Revista de Occidente, 1959. Fue su única obra publicada en vida.
- "Nuevos Poemas", Edición de Jesús Castañón, Palencia, Caja de Ahorros y Monte de Piedad, 1984.
- "Nuevos Versos Viejos", edición y prólogo de Andrés Trapiello, Granada, Comares, 1995.

## Poema
Invierno (Las cuatro estaciones)
Yo diría...

la nieve silenciosa,

el blanco sudario.

Alegoría

manoseada y sebosa

de los poetas del seminario.

Pero

a una imagen ¡tan vista!

prefiero

la metáfora ultra-dadaísta:

Novedad, ilusión, disparate.

En paños menores se levanta enero.

¡Oh la nieve! El tendero

llenó de azúcar el escaparate.